# Caricatures
Caricatures is het debuutalbum van de Franse muziekgroep Ange. Het album verscheen na een aantal jaren optreden. Ange zou jarenlang de progressieve rock binnen Frankrijk overheersen, alhoewel het destijds concurrentie had van bands als Atoll en Magma. De teksten zijn veelal gerelateerd aan de streek waar de muziekgroep haar basis heeft. Opnamen vonden plaats in geluidsstudio Davout. De stijl werd vergeleken met Genesis, King Crimson en Van der Graaf Generator. Ange ging destijds op tournee met Johnny Hallyday.
Opvallend aan het album is dat de uitgevers zich distantieerden van de teksten, alleen de schrijvers zijn er verantwoordelijk voor (Le texte des chansons n’engangement que leur auteurs).

## Musici
- Christian Décamps – zang, toetsinstrumenten
- Jean Michel Brézovar – gitaar, dwarsfluit, zang
- Daniel Haas (hier Hass) – basgitaar, akoestische gitaar
- Francis Décamps – toetsinstrumenten waaronder mellotron, achtergrondzang
- Gérard Jelsch – slagwerk

## Muziek
Biafra 80 zijn twee instrumentale stukken en zijn geïnspireerd op de Biafra-oorlog. Caricatures is een theatraal stuk, dat begint met gesproken tekst zonder muziek.

| Nr. | Titel                                    | Duur  |
| --- | ---------------------------------------- | ----- |
| 1.  | Biafra 80 (Introduction) (F. Décamps)    | 3:50  |
| 2.  | Tels quels (gebr. Décamps)               | 6:55  |
| 3.  | Dignité (F. Décamps, R. Lombardo)        | 6:08  |
| 4.  | Le soir du diable (Brézovar, C. Décamps) | 4:32  |
| 5.  | Caricatures (gebr. Décamps)              | 12:46 |
| 6.  | Biafra 80 (F. Décamps)                   | 2:22  |

Een sterk verkorte versie van Caricatures werd samen met Dignité nog op een promotiesingle geperst.